# Еврогрупа
Еврогрупата е групата на министрите на финансите на страните от Еврозоната, събиращи се на ежемесечно неформално съвещание за координиране на тяхната икономическа политика.
Създадена от Европейския съвет през 1997 г., тя фактически изпразва от съдържание Съвета на европейските министри на финансите, чиито заседания се провеждат на следващия ден след заседанията на Еврогрупата, за да утвърдят нейните решения.
Ролята на Еврогрупата се усилва още повече с избирането на неин постоянен председател в лицето на Жан-Клод Юнкер - премиер и министър на финансите на Люксембург, доайен на Европейския съвет от 1 януари 2005 г.